# Бойчукісти

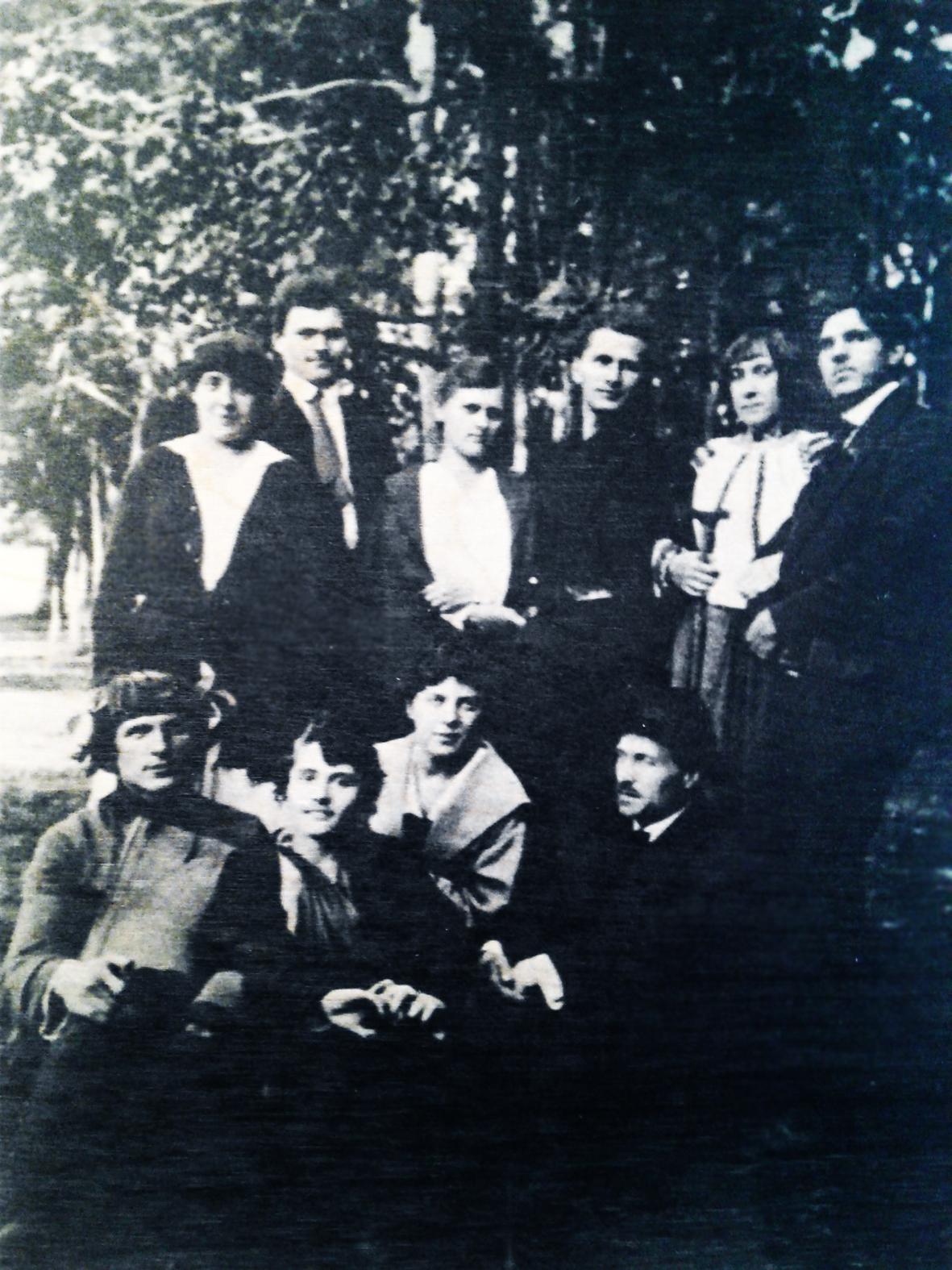
Сидять: І.Падалка, О.Кричевська, А.Лисецька, М.Бойчук; стоять: М.Трубецька, Т.Бойчук, О.Просяниченко, С.Колос, А.Іванова, Р.Лісовський

Бойчукісти — плеяда малярів-монументалістів, учнів і послідовників Михайла Бойчука.
Першими прихильниками митця (в його паризький період) були С. Налепінська, С. Сегно, С. Бодуен де Куртене, М. Касперович, Є. Бачинський, Я. Леваковська, Г. Шрамм, О. Шагінян. 1910 року на Паризькій виставці в Салоні незалежних їхні твори були представлені як «школа Бойчука» під загальною назвою «Відродження візантійського мистецтва». Найталановитішими послідовниками львівського періоду Бойчука були Я. Музика і М. Федюк.
У 1917–1922 роках у майстерні монументального мистецтва Бойчука в Українській Академії мистецтв у Києві вчилися Василь Седляр, Іван Падалка, Т. Бойчук, О. Павленко, Антоніна Іванова, О. Сахновська, Марія Трубецька, Іван Липківський, Н. Іванченко, Р. Лісовський, Н. Хазіна (Мандельштам), Онуфрій Бізюков, Віра Бура-Мацапура,  Лесь Лозовський  та інші. До другого покоління учнів належали О. Мизін, Мануїл Шехтман, М. Рокицький, Є. Холостенко, Н. Ріхерт, К. Єлева. До них слід додати харківських та одеських монументалістів, які перебували у сфері впливу Бойчука і співпрацювали з ним.
До другої половини 20-х років позиції бойчукістів були міцними, чому сприяв їхній успіх на міжнародних виставках. У 30-ті ж роки переважну більшість цих митців, як і самого Бойчука, було репресовано за «контрреволюційний традиціоналізм» і «національну форму», а чимало їхніх творів знищено.